# Синдром на Клипел-Файл
Синдром на Клипел-Файл е рядко вродено заболяване описано за първи път от френските лекари Морис Клипел и Андре Файл през 1912 г. Характеризира се със сливане на няколко от шийните прешлени.

## Признаци и симптоми
Синдромът на Клипел-Файл може да е съпътстван от многобройни нарушения на другите органи. Тази хетерогенност изисква цялостна оценка на всички пациенти и режими на лечение, които могат да варират от промяна на дейностите до операции на гръбнака. Също така не е ясно дали синдромът на Клипел-Файл е уникална болест или е една част от спектъра на вродените гръбначни изкривявания. Синдромът на Клипел-Файл обикновено бива диагностициран след раждането на бебето. Най-честите симптоми за нарушения са късият врат, ниската черта на задната част на главата и ограничената мобилност на горната част на гръбнака.
Свързаните с болестта нарушения могат да включват:
- сколиоза (латерално/странично изкривяване на гръбначния стълб);
- спина бифида (непълно изграждане на гръбначния стълб);
- аномалии на бъбреците и ребрата;
- цепка на небцето (дупка в тавана на устата);
- респираторни проблеми;
- сърдечни малформации;
- нисък ръст;
- Синдромът на Дуейн;
- Около 35 % от пациентите страдащи от синдрома на Клипел-Файл също имат вродено издигане на лопатката известно още като Sprengel's Deformity.

Този синдром също така може да бъде асоцииран с увреждания на главата и лицето, скелета, половите органи, мускулите, мозъка и гръбначния мозък, ръцете, краката, пръстите, както и със сърдечни дефекти. Тези сърдечни дефекти често водят до съкратена продължителност на живота, като средната е 35 – 45 години за мъжете и 40 – 50 г. за жените. Това състояние е подобно на сърдечната недостатъчност при гигантизма. През 2011 г. е публикувано проучване, което идентифицира появата на симптомите при 100 пациента.

## Разпространение
Действителното разпространение на синдрома на Клипел-Файл е неизвестно поради факта, че няма проучване, което да определи истинската честота и разпространение на заболяването. Въпреки че действителната степен на проява на синдрома е неизвестна, изчислено е, че синдромът ще се прояви във всяко 1 на 40 000 до 42 000 новородени деца в световен мащаб. В допълнение, жените изглежда са засегнати малко по-често от мъжете.

## Класификация
През 1912 г., Морис Клипел и Андре Файл независимо осигуряват първите описания на синдрома на Клипел-Файл. Те описват пациенти, които имат къса шия, намален обхват на движение в гръбначния стълб и ниска линия на косата. Файл впоследствие класифицира синдрома в 3 категории:
- Тип 1 – Сливане на С2 и С3 с атласа. Допълнителни усложнения биват по-късно докладвани от МакРае през 1953 г. Флексия и разширение са концентрирани в рамките на С1 и С2, като с остаряването, зъбовидът може да стане хипер-мобилен, което стеснява гръбначния стълб и мозъчния ствол.
- Тип 2 – Дълга фузия под С2 с необичайно свързване. Подобно на С2-С3 свързването на МакРае и може да бъде разглеждана като един по-сложен вариант. Флексия, разширение и ротация са всички концентрирани в областта на абнормалния зъбовид или слабо развития пръстен на С1, който не може да издържи последиците от застаряването. Разликата между модела на пациент с дълга фузия и нормална С1-С2 артикулация е, че продължителността на живот на хора с С1-С2 е по-дълга.
- Тип 3 – Единствено отворено междинно пространство между два кондензирни сегмента. Движението на шийните прешлени е концентрирано в една отворена артикулация. Тази хипермобилност може да доведе до нестабилност или дегенеративен остеоартрит. Този модел лесно може да бъде разпознат, тъй като шийните прешлени са под ъгъл или като панта на този отворен сегмент.

Класификационна схема за синдрома на Клипел-Файл бива предложена през 1919 г. от Андре Файл, която показва гръдни, гръбначни малоформации, както и малоформации на маточната шийка. Въпреки това, Дино Самартцис и колеги предлагат през 2006 г. класификационни типове, които специфично адресират аномалиите на шийните прешлени и техните симптоми с допълнително разработване на различни зависими от времето фактори, свързани с този синдром.

## Лечение
Лечението на синдрома на Клипел-Файл е симптоматично и може да включва хирургическа намеса за облекчаване на маточната или черепношийната нестабилност и стеснение на гръбначния стълб и да коригира сколиоза. При липсата на не-хирургични терапии, операция на гръбначния стълб също може да доведе до облекчение. Болест на съседните сегменти и сколиозата са два примера за чести симптоми, свързани със синдрома на Клипел-Файл и те могат да бъдат излекувани оперативно. Трите типа категории, лекувани за недостатъци в гръбначния стълб, са масивният синтез на шийните прешлени (тип 1), синтез на първи или втори прешлен (тип 2) и наличието на торакални и лумбални гръбначни аномалии, които са в асоциация с тип 1 или тип 2 синдром на Клипел-Файл. Болестта на съседните сегменти може да бъде излекувана чрез извършването на артропластика на цервикалния диск като се използва уред като шийнодисковата протеза на Браян. Хирургическата намеса позволява да се поддържа обхвата на движение и да се намали скоростта на напредване на болестта на съседните сегменти без синтез. Друг вид артропластика, която е един алтернативен вид на спиналната фузия, е тоталната замяна на диска. Целта на тази замяна е да намали болката или да я премахне напълно. Спиналната фузия е често използван метод за коригиране на гръбначни деформации като сколиозата. В краен случай, когато артропластиката не проработи, се прави артродеза.

## Прогноза
Хетерогенността на Клипел-Файл синдрома прави диагнозата на тази болест трудна за определяне, както и прогнозата. Заради това е сложно да се обясни точно генетичната етиология на синдрома. Прогнозата за повечето болни страдащи от този синдром са добри, ако синдромът започне да се лекува още в началото на появяването му и по подходящ начин. Дейности, които могат да наранят или увредят врата, трябва да бъдат избягвани, тъй като могат да доведат до по-нататъшно увреждане. Други болести, свързани със синдрома могат да бъдат фатални, ако не се лекуват или бъдат открити в късен етап, когато не могат да бъдат излекувани.

## Генетика
Чрез родословен анализ е установено конкретното положение на гена в хромозома за синдрома на Клипел-Файл. Мутациите в гените GDF6 и GDF3 също идентифицират причината за болестта. Въпреки това някои хора със синдрома на Клипел-Файл са без идентифицирани мутации в съответните гени. В този случай, причината за състоянието на тези индивидуални личностти е неизвестна. GDF6 и GDF3 гените предоставят на тялото инструкции да произвежда протеини, които участват в регулацията на растеж и узряване на костите и хрущялите. Тези протеини активно регулират растежа на клетките в ембрионичната и възрастна тъкан. GDF6 специфично участва във формирането на прешлени кости, наред с други и установява границите между костите в скелетното развитие, докато GDF3 се занимава с растежа на костите и хрущялите. Мутациите причиняват намаляване на броя на тези функционални протеини, но не е ясно как точно недостига на тези протеини води до непълно отделяне на прешлените при хора със синдрома на Клипел-Файл. Въпреки това, когато GDF6 гена е премахнат при мишки, резултатът е сливане на костите. Само чрез идентифициране на връзката между генетичната етиология и фенотипната патоанатомия на синдрома на Клипел-Файл ще може да се рационализира хетерогенността на синдрома. Тези мутации могат да бъдат наследени по два начина:
- Автозомно доминантно наследство, където едно копие на променените гени във всяка клетка е достатъчно да причини разстройство, е особено свързано със свързването на C2-C3.
- Автозомно рецесивно унаследяване, където двете копия на ген съдържат мутация, е особено свързано със свързването на C5-C6.
- Друга автозомна доминантна форма, позната като синдрома на Клипел-Файл с малоформация на ларинкса също е идентифицирана. Тази форма е позната с името синдром на сегментиране 1.

## Известни случаи
Вярва се, че египетският фараон Тутанкамон е страдал от синдрома на Клипел-Файл, но това е спорно. По-скорошен случай е английският играч на крикет Гладстон Смол. През 2009 г. археолози, извършващи разкопки на неолитен терен в северната част на Виетнам, откриват останките на млад мъж, който е страдал от синдрома на Клипел-Файл. Друг случай е на дете в Швейцария, което бива открито в некропол, датиран между 4500 и 4000 г. пр.н.е.